# Slava (film)
Slava (Bulgaars: Слава) (Engelse titel: Glory) is een Bulgaars-Griekse film uit 2016, geregisseerd door Kristina Grozeva en Petar Valchanov. De film ging op 4 augustus in première in de competitie van het internationaal filmfestival van Locarno.

## Verhaal
Tzanko Petrov is een arme spoorwegwerker die een teruggetrokken leven leidt met alleen zijn konijnen als gezelschap. Op een dag vindt hij een stapel geld op de sporen en verwittigt hij meteen de politie hoewel hij al twee maanden geen loon ontvangen heeft. Zijn collega’s bespotten hem omdat hij het geld niet gehouden heeft. De minister van transport die door de media onder vuur ligt wegens vermeende corruptie ziet er meteen een goede kans in om zijn imago op te krikken. Pr-manager Julia Staikova wordt ingezet om de huldiging van de "held" te organiseren.

## Rolverdeling
| Acteur            | Personage      |
| ----------------- | -------------- |
| Stefan Denolyubov | Tzanko Petrov  |
| Margita Gosheva   | Julia Staikova |
| Milko Lazarov     | Kiril Kolev    |
| Kitodar Todorov   | Valeri         |

## Productie
De film werd geselecteerd als Bulgaarse inzending voor de beste niet-Engelstalige film voor de 90ste Oscaruitreiking.